# San Juan de Dios, Costa Rica
San Juan de Dios är en ort i Costa Rica.   Den ligger i provinsen San José, i den centrala delen av landet, 6 km söder om huvudstaden San José. San Juan de Dios ligger 1 207 meter över havet och antalet invånare är 15 469.
Terrängen runt San Juan de Dios är varierad. Runt San Juan de Dios är det mycket tätbefolkat, med 1 313 invånare per kvadratkilometer. Närmaste större samhälle är San José, 6,2 km norr om San Juan de Dios. Runt San Juan de Dios är det i huvudsak tätbebyggt.